# Phanoperla belalong
Phanoperla belalong är en bäcksländeart som beskrevs av Bill P.Stark och Sheldon 2009. Phanoperla belalong ingår i släktet Phanoperla och familjen jättebäcksländor. Inga underarter finns listade i Catalogue of Life.